# Kari Juva
Kari Juhani Juva (né Orkamaa le 5 janvier 1939 à Helsinki – mort le 21 avril 2014 à Espoo) est un sculpteur, artiste peintre et dessinateur finlandais.

## Œuvres publiques
| Statue                        | Lieu                                               | date  |
| ----------------------------- | -------------------------------------------------- | ----- |
| Thalia ja Pegasos             | Parc de Tarja Halonen Théâtre municipal d'Helsinki | 1970  |
| Topparoikka                   | Riihimäki                                          | 1971  |
| Lukusali                      | Bibliothèque de Töölö, Helsinki                    | 1972  |
| Rakentajat                    | Hämeenlinna                                        | 1973  |
| Sieppari                      | Jyväskylä                                          | 1975  |
| Viisaat neitsyet              | Église de Pyhäjoki, Pyhäjoki                       | 1977  |
| Nuoruus                       | Raahe                                              | 1982  |
| Meren henki                   | Bibliothèque, Raahe                                | 1982  |
| Tyttö Karjalan                | Théâtre, Lappeenranta                              | 1982  |
| Hirvilauma                    | Kuusisaari, Helsinki                               | 1981  |
| Ilmatar                       | Ilmalantori 2, MTV, Pasila                         | 1982  |
| Hyvä paimen                   | Kaukovainio, Oulu                                  | 1982  |
| Pääsiäinen                    | Église, Lapua                                      | 1983  |
| Muusa ja Pegasos              | Espoo                                              | 1983  |
| Tannerin portti               | Helsinki                                           | 1985  |
| Itämeren tytär                | Punkaharju                                         | 1985  |
| Pauhavene                     | Pyhäjoki                                           | 1987  |
| Launeneidot                   | Lahti                                              | 1987  |
| Turku työllä rakennetaan      | Turku                                              | 1987  |
| Walkian valjastaja            | Valkeakoski                                        | 1987  |
| Yhteinen matka                | Caisse d'épargne, Hämeenlinna                      | 1987  |
| Kulmakivet                    | Partek, Helsinki                                   | 1988  |
| Archange Mikael               | Église Mikael d'Helsinki, Kontula                  | 1988  |
| Aapeli (Simo Puupponen)       | Kuopio                                             | 1989  |
| Alkuvoima                     | Saarijärvi                                         | 1990  |
| Muusa lähteellä               | USA                                                | 1992  |
| Lämmin sade                   | Assurances, Espoo                                  | 1997  |
| Rannalla                      | USA                                                | 1997  |
| Jeesus kävelee veden pinnalla | Salle paroissiale, Pyhäjoki                        | 2003  |
| Viisaat neitsyet              | Église de Vartiokylä, Helsinki                     | 2004  |
| Johannes kastaja              | Église Saint-Jean, Helsinki                        | 2004  |
| Väinö Tanner                  | Place Eetu Salin, Pori                             | 2006  |
| Parc aux statues de Kari Juva | Parc de la mairie, Raahe                           | 2008, |
| Katse tulevaisuuteen          | Clinique pédiatrique, Meilahti, Helsinki           | 2008  |